# Santana do São Francisco
Santana do São Francisco è un comune del Brasile nello Stato del Sergipe, parte della mesoregione del Leste Sergipano e della microregione di Propriá.